# Góry Stanowe

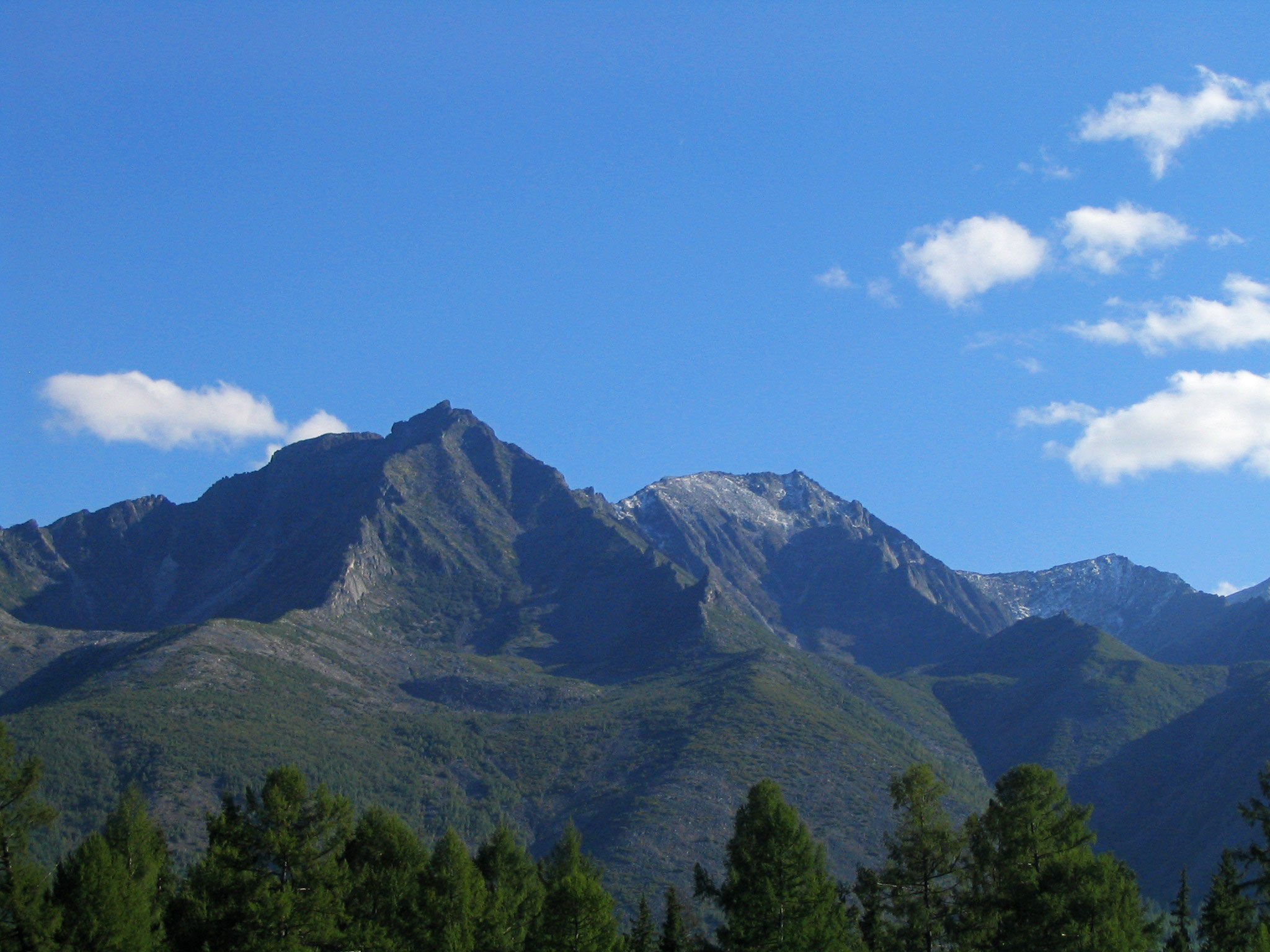
Góry Stanowe

Góry Stanowe (ros. Становое нагорье Stanowoje nagorje) – góry położone w Rosji w Zabajkalu, pomiędzy jeziorem Bajkał a środkowym biegiem Olekmy.
Rozciągają się na długości 700 km, od środkowego biegu Olekmy po ujście rzeki Uczur. Wysokość do 2999 m n.p.m. Na zachodzie sąsiadują z Przedgórzem Stanowym a na wschodzie z górami Dżugdżur. Stanowią wododział między zlewiskami Oceanu Lodowatego a Oceanu Spokojnego.
Znajduje się tu Park Narodowy „Kodar” i Rezerwat Witimski.
Zbudowane są głównie ze skał metamorficznych (gnejsy) i krystalicznych (granity). Główne pasma górskie to Udokan, Kodar, Góry Mujskie (Góry Południowomujskie, Góry Północnomujskie).
Na wysokości 500–1000 m znajdują śródgórskie kotliny. Stoki gór zajmuje tajga liściasta. Wysokości powyżej 1200 m zajmuje tundra górska. W kotlinach górskich występują lasy łęgowe, zaś zbocza dolin porośnięte są lasami sosnowymi oraz modrzewiowymi, a powyżej 1200 m n.p.m. sosna karłowa (kosolimba). W kotlinach na dnie zabagnione łąki łęgowe, na zboczach lasy sosnowe i modrzewiowe.
W Górach Stanowych znajdują się bogate złoża złota, rud miedzi, fluorytu oraz węgla.